# غلين سيمونز
غلين سيمونز (بالإنجليزية: Glenn Simmons)‏ هو كاتب أمريكي، ولد في 14 يناير 1916، وتوفي في 21 يوليو 2009 في مقاطعة ميامي داد في الولايات المتحدة.